# Стеценко Олександр Георгійович
Стеценко Олександр Георгійович (рос. Стеценко Александр Георгиевич; 1902, Севастополь, Таврійська губернія, Російська імперія) — радянський дипломат, Надзвичайний і Повноважний Посол.

## Біографія
Член РСДРП(б). На дипломатичній роботі з 1944 року.
- У 1944—1946 роках — перший секретар Посольства СРСР у Великій Британії.
- У 1946—1947 роках — радник Посольства СРСР у Великій Британії.
- У 1947—1950 роках — заступник завідувача Відділу у справах ООН МЗС СРСР.
- З 13 лютого 1950 по 20 січня 1956 — Надзвичайний і повноважний посол СРСР в Пакистані[1].
- 1956 року — на відповідальній роботі в центральному апараті МЗС СРСР.
- У 1956—1959 роках — заступник виконавчого секретаря Європейської економічної комісії у Женеві.
- З 1959 року — у відставці.